# Банковская система Омана
Банковская система Омана — система кредитно-финансовых учреждений государства Оман, состоящая из Центрального банка Омана, местных коммерческих банков и отделений (филиалов) иностранных банков.
Начало XXI века было отмечено несколькими важными слияниями и поглощениями в банковском секторе Омана. BankMuscat в 2000 г. поглотил Commercial Bank of Oman, а в 2001 г. — Industrial Bank of Oman, превратившись в национального лидера с 37,8%-ной долей совокупных банковских активов страны и прибыльными франшизами в розничном и корпоративном отраслях банковской деятельности. В 2003 г. Bank Dhofar поглотил Majan International Bank, в результате чего количество собственно оманских банков сократилось до пяти. Исследователи отмечают в качестве особенности государственной политики в банковской сфере начала XXI века активное содействие правительства процессам консолидации в банковском секторе. К началу 2006 г. банковская система султаната, помимо Центрального банка Омана, включала 13 коммерческих банков с 329 отделениями, из них 5 оманских и 8 отделений иностранных банков; 3 специализированных банка, из них 2 государственных и 1 частный:
- Банк Маскат (BankMuscat) — самый крупный коммерческий банк султаната;
- Международный банк Омана (Oman International Bank, OIB) — второй по величине оманский банк;
- Национальный банк Омана (National Bank of Oman, NBO)
- Банк Дофар (Bank Dhofar)
- Банк Сохар (Bank Sohar S.A.O.G.) — основан в 2006 г., уставный капитал 100 млн.RO
- Оманский арабский банк (Oman Arab Bank, OAB)
- Жилищный банк Омана (Oman Housing Bank) — специализированный государственный банк
- Оманский банк развития (Oman Development Bank) — специализированный государственный банк
- Объединенный жилищный банк (Alliance Housing Bank) — специализированный частный банк
- отделение HSBC Bank Middle East
- отделение Standard Chartered Bank
- отделение Bank AL Habib
- отделение Bank of Beirut
- отделение Bank Melli Iran
- отделение Bank Saderat Iran
- отделение National Bank of Abu Dhabi
- отделение Bank of Baroda
- отделение State Bank of India